# Zakłady Chemiczne „Rudniki”
Zakłady Chemiczne „Rudniki” – zakład położony w Rudnikach koło Częstochowy. Zajmuje się produkcją i sprzedażą krzemianów sodowych i potasowych, między innymi szkła wodnego.
Pierwszy zakład powstał w 1889 roku pod nazwą Fabryka Przetworów Chemicznych „Rędziny”.
Na terenie zakładu znajdują się dwa XIX-wieczne piece do wypalania wapna.